# Catherine Robbe-Grillet
Catherine Robbe-Grillet (* 24. September 1930 als Catherine Rstakian in Paris) ist eine französische Schriftstellerin, Filmschauspielerin und Fotografin. Robbe-Grillet veröffentlichte unter den Pseudonymen Jean de Berg und Jeanne de Berg sadomasochistische Literatur.
Leona Stahlmann bezeichnete sie 2020 in der FAZ als „köstlich inkorrekt“ und „waschechten Libertin“.

## Leben und Werk
Catherine Robbe-Grillet besuchte in Paris Grund- und weiterführende Schule. Sie traf 1951 erstmals den Schriftsteller, Drehbuchautor und das spätere Mitglied der Académie Française Alain Robbe-Grillet, mit dem sie von 1957 bis zu dessen Tod 2008 verheiratet war.
1956 erschien in der Éditions de Minuit unter dem Pseudonym Jean de Berg Catherine Robbe-Grillets sadomasochistischer Roman L’Image über eine submissive Frau namens Anne, die sich einer Frau und einem Mann unterwirft, die dabei ein Paar werden. Der Roman wurde 1976 von Radley Metzger unter dem Titel The Image werkgetreu verfilmt. Der Film ist auch unter dem Titel The Punishment of Anne. bekannt. Der Roman enthält ein kurzes Vorwort, das mit P.R. unterzeichnet ist. Die Initialen wurden als Hinweis auf Pauline Reage, das damals noch nicht gelüftete Pseudonym von Anne Cécile Desclos, der Autorin der Geschichte der O, gedeutet. Robbe-Grillets Ehemann Alain Robbe-Grillet erwähnte in seiner fiktionalisierten Autobiographie Angélique ou l’enchantement von 1988, dass er für einen Roman seiner Frau das Vorwort schrieb und es ursprünglich unter dem Namen Pauline Reage veröffentlicht sehen wollte. Nachdem L’Image bei Minuit erscheinen sollte und dessen Verleger Jerome Lindon mit Jean Paulhan befreundet war, erfuhr dieser von der geplanten Veröffentlichung eines erotischen Romans, der Pauline Reage gewidmet sein und ein Vorwort von ihr abdrucken würde. Paulhan war der Arbeitgeber und Geliebte von Desclos, so dass er sich über das ihm unbekannte Projekt wunderte. Er bat darum, das Vorwort vor Abdruck lesen zu dürfen und beurteilte es als literarisch minderwertig, so dass der Verlag sich entschloss, das Vorwort nur unter den Initialen P.R. abzudrucken. Der englische Übersetzer wusste nichts von dieser Entscheidung und druckte das Vorwort unter „Pauline Reage“. Die Zusammenhänge und damit die Identität von Jean de Berg wurden aber zumindest damals nicht erkannt.
In den 1960er und 1970er Jahren spielte sie kleine und mittlere Rollen, vorwiegend aber nicht ausschließlich in Filmen ihres Mannes, aber auch am Theater. Mehrfach war sie als Fotografin an seinen Filmen beteiligt. In den 1970er Jahren kam sie in der New Yorker Schwulenszene erstmals mit männlichen Bottoms in Berührung und fand von da an ihre eigene Dominanz, die sie seit etwa 1973 auslebt.
In einem Interview für Tel Quel erzählte sie 1981 erstmals von ihren BDSM-Szenen, woraufhin ein Verlag sie kontaktierte. Unter dem Pseudonym Jeanne de Berg erschien 1985 ihr Werk Cérémonies de femmes. Dieses schildert aufwändige, theatralische Femdom-Inszenierungen, bei denen sie als „Zeremonienmeisterin“ fungiert. Das Buch wurde zur literarischen Sensation in Frankreich und umfangreich in Publikumsmedien rezensiert. In einem Interview in Marie Claire sagte sie über ihre Inszenierungen:
Sagen wir, es ist eine Theatralisierung … warten Sie, ich muss die genauen Worte finden … Es ist Sexualität, die wie eine Liturgie, wie eine Messe zelebriert und inszeniert wird. In der Messe gibt es Gebete, Gesten, ein Ritual. Sagen wir, daß meine Rituale etwas weniger starr sind als die der Messe.
Michèle Bernstein schrieb, die Ceremonies sei geprägt durch „ihre vornehme Schlichtheit, ihren gesunden Menschenverstand. Die wohlerzogene Seite der Hölle.“
Die Bekanntheit ihres pseudonym veröffentlichten Buches brachte ihr Auftritte in Film- und Fernsehdokumentationen sowie ein Fernsehinterview in Apostrophes, der Literatursendung von Antenne 2, ein. Dabei erschien sie stets als Jeanne de Berg, verschleiert und gab ihre Identität nicht preis. Dies obwohl es bereits Ende 1985 zur Veröffentlichung von Ceremonies de Femmes französische und internationale Medienberichte gab, die Jeanne de Berg als Catherine Robbe-Grillet identifizierten. Ende 1986 trat sie dann in einzelnen Interviews als Verfasserin der Bücher auf, war aber noch nicht als die Autorin über Buchhandelskataloge zu ermitteln. Ab 1988 und 1992 etablierten sowohl sie selbst, wie auch ihr Mann ihre Autorenschaft offen.
In Deutschland erschien 1995 unter dem Titel Der Voyeur bei Michael Farins Verlag belleville ein Sammelband mit Interviews und kurzen Texten über Jeanne de Berg und Catherine Robbe-Grillet, die zwischen 1985 und 1992 geschrieben wurden, also den Zeitraum der Prominenz unter Pseudonym bis zu dessen Lüftung abdeckten. Ein ähnlicher Band mit aktualisierter Zusammenstellung wurde in Frankreich 2002 unter dem Titel Entretien avec Jeanne de Berg veröffentlicht.
Seitdem meldet sich Catherine Robbe-Grillet als Intellektuelle und Autorin unregelmäßig in der Öffentlichkeit zu Wort oder wird für Interviews angefragt. Im Zuge der Diskussion über das Loi Sarkozy, das die Prostitution in Frankreich mit strengen Auflagen und Strafen versehen würde, verfasste sie Anfang 2003 zusammen mit Catherine Millet und Marcela Iacub ein Manifest in Le Monde zur Rolle der Frau und sprach sich darin ausdrücklich gegen einen Opfermythos und für eine Liberalisierung der Prostitution als Beruf aus.
2004 erschien unter ihrem eigenen Namen bei Fayard Jeune mariée: Journal, 1957–1962, eine Beschreibung der frühen Jahre ihrer Ehe, in der sie auch den sadomasochistischen Charakter der Beziehung zu ihrem Mann und Dom darstellte. 2011 publizierte sie einen Bildband erotischer Fotografie bei Epitheme. 2012 veröffentlichte sie eine Biographie ihres Mannes unter dem Titel Alain. Darüber hinaus schrieb sie eine Vielzahl von Essays und anderen kurzen Texten.
2013 veröffentlichte sie bei Fayard den erotischen Roman Le petit carnet perdu : récit. In der Folge wurde sie in mehreren Porträts in internationalen Medien als Frankreichs berühmteste Domme bezeichnet. In dem Dokumentarfilm La cérémonie von 2014 sprach die beim Dreh 83-jährige Robbe-Grillet über ihre gesellschaftlichen und sexuellen Rollen und Aktivitäten. Daneben kamen auch Partner und Partnerinnen ihrer elaborierten Inszenierungen und tableaux vivantes zu Wort. Für den Film wurden mehrere der Zeremonien wiederholt, die sie in Cérémonies de femmes beschrieben hatte.
Anfang 2018 gehörte sie zu den über 100 prominenten Frauen, darunter Catherine Deneuve, Ingrid Caven, Gloria Friedmann und Catherine Millet, die in einem Beitrag für Le Monde vor der MeToo-Bewegung warnten, weil diese zu weit gehe. Der Eifer, die Einschüchterung und Denunziation nütze nicht den betroffenen Frauen, sondern den Interessen der „Feinde der sexuellen Befreiung“, „der religiösen Extremisten und schlimmsten Reaktionäre“. Robbe-Grillet war eine der fünf Verfasserinnen des Textes, zusammen mit Catherine Millet, Peggy Sastre, Sarah Chiche und Abnousse Shalmani. Der Beitrag gilt als Ursache, warum MeToo in Frankreich nie eine Bewegung wurde.
Seit 2018 ist sie mit Beverly Charpentier verheiratet, einer 33 Jahre jüngeren Schauspielerin, mit der sie seit 2006 zusammenlebt. Charpentier ist als Domme im Zirkel der dominanten Damen um Robbe-Grillet aktiv, unterwirft sich ihr aber als Sub. Die beiden leben in einem Landschlösschen in der Nähe von Caen und in zwei benachbarten Appartements im Pariser Vorort Neuilly-sur-Seine.